# Allbuch

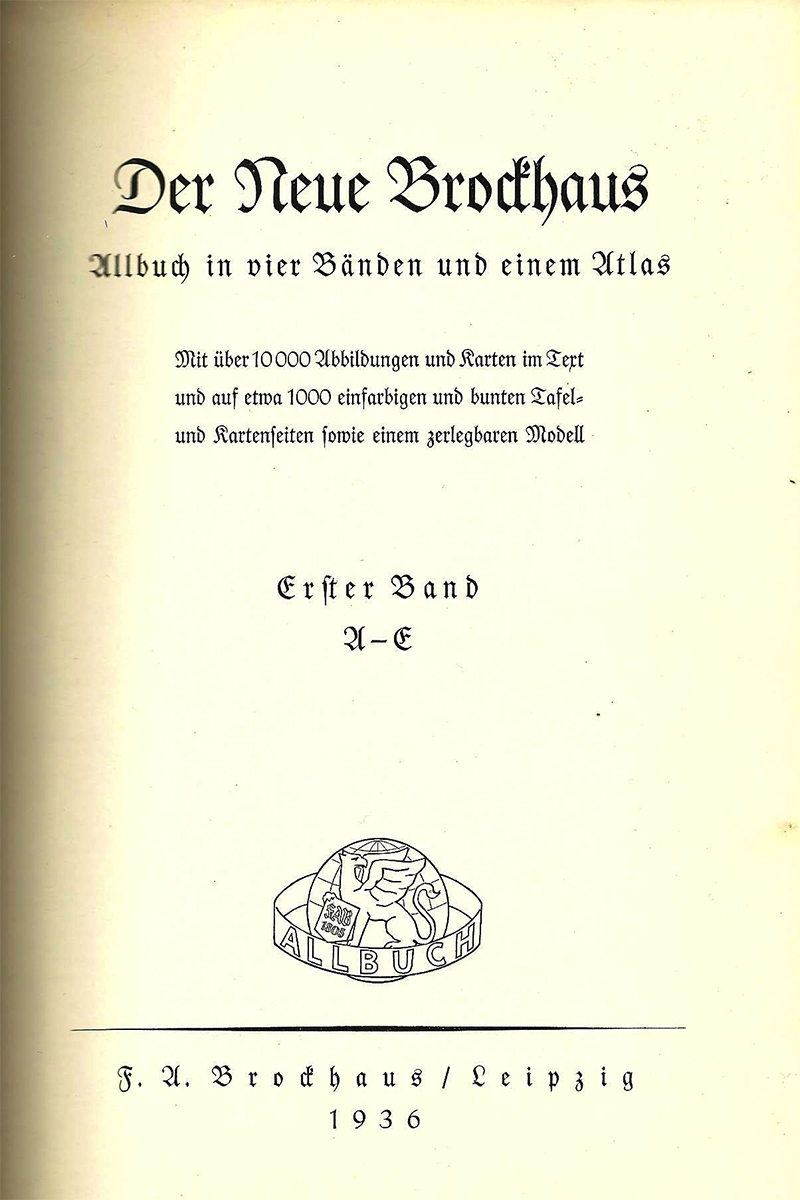
Der Neue Brockhaus wurde vom Verlag 1936 als Allbuch betitelt
(mit Allbuch-Logo in der Seitenmitte)

Der selten benutzte Ausdruck Allbuch steht für ein Nachschlagewerk, das zu seinen Stichwörtern sowohl sprachliche als auch sachliche Informationen anbietet.

## Begriff
Im Französischen bezeichnet der Begriff „dictionaire“ Lexika, die sowohl Sprach- als auch Sacheinträge enthalten. Im Deutschen gibt es derartige Lexika selten. Der Begriff Allbuch soll beide Lexikaarten enthalten. Aber der Begriff ist sogar in der „Wörterbuchforschung nicht allgemein bekannt“. Der Linguist Werner Hupka verweist auf wenige Funde dieses Begriffs. So sei er eine Bildung aus der Zeit des Nationalsozialismus. In dem vierbändigen 1936 neu erschienenen Neuen Brockhaus war der Untertitel „Allbuch in vier Bänden …“. Außerhalb dieser Zeit tauche er nur selten auf. Der Neue Brockhaus in 5 Bänden, 3. Auflage 1958 nannte sich zuerst noch einmal „Allbuch in fünf Bänden …“, in einem späteren Druck dann „Lexikon und Sprachwörterbuch“. Werner Hupka spricht sich daher gegen die Verwendung des Begriffes „Allbuch“ aus. Der Historiker und Journalist Bodo Mrozek führt es in seiner Liste „bedrohter Wörter“ als noch in den 1950er Jahren nachgewiesenes Wort für Nachschlagewerk an. Er hält es allerdings für eine „mißglückte Eindeutschung des griechisch-stämmigen Wortes“ Lexikon.